# Белоопашат елен
Белоопашат елен (Odocoileus virginianus) е вид бозайник от семейство Еленови (Cervidae).

## Разпространение и местообитание
Разпространен е в Белиз, Бразилия, Венецуела, Гватемала, Гвиана, Еквадор, Канада, Колумбия, Коста Рика, Мексико, Никарагуа, Панама, Перу, Салвадор, САЩ, Суринам, Френска Гвиана и Хондурас.